# Charles Frankel
Charles Frankel (Nova Iorque, 13 de dezembro de 1917 — Bedford, 10 de maio de 1979) foi um filósofo americano, secretário-assistente de Estado dos EUA, professor e diretor fundador do National Humanities Center. 

## Vida
Nasceu na cidade de Nova Iorque, filho de Abraham Philip e Estelle Edith (Cohen) Frankel. Charles Frankel formou-se em Artes com honras em inglês e filosofia na Columbia University em 1937. Fez o doutorado em Filosofia na mesma instituição em 1946. Durante a Segunda Guerra Mundial, Frankel serviu como tenente na Marinha dos Estados Unidos e em 1968 se formou na Mercer em Direito.
Frankel ingressou na Universidade de Columbia em 1939, onde, em 1956, alcançou o cargo de professor titular de Filosofia. Foi premiado com a Guggenheim Fellowship em 1953 e em 1954 tornou-se professor visitante na Universidade de Paris com uma bolsa de estudos Fulbright. Ainda em 1954, Frankel atuou como professor de Donnellan na Universidade de Dublin. Também atuou como professor nas faculdades de Bennington, Bowdoin, Ohio University e New York University School of Social Work.  
Em 1960, Frankel tornou-se editor-chefe de consultoria da Current e, no mesmo ano, tornou-se membro do Conselho de Administração da União das Liberdades Civis do Estado de Nova Iorque. Em 1962, tornou-se membro da Assembleia Nacional para o Ensino de Princípios da Declaração de Direitos. Também foi membro da Conferência de Ciência, filosofia e religião.
Ele escreveu sobre teoria dos valores, filosofia social e filosofia da história. Em 1965, Frankel substituiu Harry McPherson como Secretário Assistente de Assuntos Educacionais e Culturais do Estado, mas renunciou em 1967 em protesto contra a Guerra do Vietnã.
Em 1978, Frankel se torna presidente e diretor fundador do Centro Nacional de Humanidades no Research Triangle Park, Carolina do Norte. Quando morreu, estava de licença do cargo de professor de Filosofia e Relações Públicas da Universidade Columbia.

## Reconhecimento
Em reconhecimento a seus esforços, o National Endowment for the Humanities (NEH) concedeu o Prêmio Charles Frankel de 1989 a 1996 a indivíduos que faziam "contribuições extraordinárias ao entendimento público sobre humanidades". Uma lista de homenageados pode ser encontrada no site da NEH. Em 1997, o prêmio foi renomeado para Medalha Nacional de Humanidades.